# Arne Maier
Pour les articles homonymes, voir Maier.
Arne Maier est un footballeur allemand, né le 8 janvier 1999 à Ludwigsfelde (Allemagne), évoluant au poste de milieu défensif au FC Augsbourg.

## Biographie

### Carrière en club

#### Hertha Berlin (depuis 2017)
Arne Maier fait ses débuts en Bundesliga le 13 mai 2017 dans un match qui oppose son équipe au SV Darmstadt 98. Il entre sur le terrain en remplacement, à la 90e minute, de Salomon Kalou. C'est son seul match professionnel de la saison.
La saison suivante, il réussit à s'imposer dans l'équipe première et à augmenter considérablement son temps de jeu.
En février 2018, il prolonge son contrat avec le Hertha Berlin jusqu'en 2022.

### En équipe nationale
Avec les moins de 17 ans, il participe au championnat d'Europe des moins de 17 ans en 2015. Lors de cette compétition, il joue cinq matchs. Il marque un but contre l'Autriche en phase de groupe. L'Allemagne s'incline en demi-finale face à l'Espagne.

## Palmarès

### En équipe nationale
Allemagne espoirs
- Vainqueur du championnat d'Europe espoirs en 2021

## Statistiques
| Saison                | Club                     | Championnat           | Championnat | Championnat | Coupe(s) nationale(s) | Coupe(s) nationale(s) | Supercoupe | Supercoupe | Compétition(s) continentale(s) | Compétition(s) continentale(s) | Compétition(s) continentale(s) | Total | Total |
| Saison                | Club                     | Division              | M.          | B.          | M.                    | B.                    | M.         | B.         | Comp.                          | M.                             | B.                             | M.    | B.    |
| 2016-2017             | Hertha Berlin            | Bundesliga            | 1           | 0           | -                     | -                     | -          | -          | -                              | -                              | -                              | 1     | 0     |
| 2017-2018             | Hertha Berlin            | Bundesliga            | 17          | 0           | 1                     | 0                     | -          | -          | C3                             | 3                              | 0                              | 21    | 0     |
| 2018-2019             | Hertha Berlin            | Bundesliga            | 24          | 0           | 2                     | 0                     | -          | -          | -                              | -                              | -                              | 26    | 0     |
| 2019-2020             | Hertha Berlin            | Bundesliga            | 14          | 0           | 1                     | 0                     | -          | -          | -                              | -                              | -                              | 15    | 0     |
| 2020-2021             | Hertha Berlin            | Bundesliga            | 2           | 0           | 1                     | 0                     | -          | -          | -                              | -                              | -                              | 3     | 0     |
| Sous-total            | Sous-total               | Sous-total            | 58          | 0           | 5                     | 0                     | -          | -          | -                              | 3                              | 0                              | 66    | 0     |
| 2020-2021             | Arminia Bielefeld (prêt) | Bundesliga            | 16          | 0           | -                     | -                     | -          | -          | -                              | -                              | -                              | 16    | 0     |
| Sous-total            | Sous-total               | Sous-total            | 16          | 0           | 0                     | 0                     | -          | -          | -                              | -                              | -                              | 16    | 0     |
| 2021-2022             | FC Augsbourg (prêt)      | Bundesliga            | 29          | 1           | 1                     | 0                     | -          | -          | -                              | -                              | -                              | 30    | 1     |
| 2022-2023             | FC Augsbourg             | Bundesliga            | 30          | 5           | 2                     | 1                     | -          | -          | -                              | -                              | -                              | 32    | 6     |
| 2023-2024             | FC Augsbourg             | Bundesliga            | 9           | 0           | 1                     | 0                     | -          | -          | -                              | -                              | -                              | 10    | 0     |
| Sous-total            | Sous-total               | Sous-total            | 68          | 6           | 4                     | 1                     | -          | -          | -                              | -                              | -                              | 72    | 7     |
| Total sur la carrière | Total sur la carrière    | Total sur la carrière | 142         | 6           | 9                     | 1                     | -          | -          | -                              | 3                              | 0                              | 154   | 7     |